# Drepturi sociale
Egalitatea în fața legii cunoscută ca egalitate juridică este principiul ca fiecare ființă umană independentă trebuie să fie tratată în mod egal de lege (principiul izonomiei) și că toți oamenii sunt supuși acelorași legi. Prin urmare, legea trebuie să garanteze neprivilegierea sau  nediscriminarea de către autorități a unui individ sau grup de indivizi. Egalitatea în fața legii este unul dintre principiile de bază ale liberalismului. Acest principiu rezultă din întrebările importante și complexe referitoare la  egalitate, echitate și justiție.
Articolul 7 din Declarația Universală a Drepturilor Omului prevede că "Toți oamenii  sunt egali în fața legii și au, fără nici o deosebire, dreptul la o egală protecție a legii.
Astfel toată lumea trebuie să fie tratată în mod egal de lege indiferent de rasa, sex, origine națională, culoare, etnie, religie, dizabilitate sau alte caracteristici, discriminare sau părtinire.
Drepturile copilului
Drepturile copilului sunt reglementate de Convenția asupra Drepturilor Copilului adoptată de către Adunarea Generală a Națiunilor Unite la data de 20 noiembrie 1989. Convenția a fost asumată și de România prin adoptarea legii nr.18/1989 pentru ratificarea Convenției cu privire la drepturile copilului
Copiii au drepturi oriunde s-ar afla - acasă la părinții naturali, în familii substitutive, în instituții de îngrijire sau la scoală. Părinții și familiile, grupurile profesionale care lucrează cu copiii, dar și orice cetățean responsabil ar trebui să știe de existența acestor drepturi.
Dreptul familiei
Dreptul familiei este reprezentat de totalitatea normelor juridice care reglementează raporturile personale și patrimoniale ce izvorăsc din căsătorie, adopție și raporturile asimilate de lege, sub anumite aspecte, cu raporturile de familii, în scopul ocrotirii și întăririi familiei. Altfel spus Dreptul Familiei reprezintă ansamblul normelor juridice aplicabile relațiilor dintre persoanele unite prin filiație (de exemplu, un copil și mama sau tatăl său) sau prin căsătorie (sau parteneriat declarat).
Prin urmare, dreptul familiei abordează de exemplu căsătoria, divorțul, adopția copiilor, diverse chestiuni referitoare la răspunderea părintească (încredințarea copiilor, dreptul de vizită, etc.).
Aceste norme variază de la un stat la altul, întrucât acestea sunt strâns legate de istoria, cultura și evoluția socială ale fiecărui stat.
Libertatea politică
Libertatea politică (cunoscută, de asemenea, și sub numele de autonomie politică sau libertatea de a acționa în sfera politicii) este un concept central în istoria și gândirea politică și una dintre cele mai importante caracteristici ale societăților democratice. Libertatea politică a fost descrisă ca absență a opresiunii și a constrângerii, de exemplu, în lipsa unor condiții nefavorabile și în prezența unor condiții favorabile pentru expresia politică. Deși este adesea interpretată în termeni negativi ca lipsă a unor constrângeri nerezonabile asupra libertății de acționa, libertatea politică se poate referi și la exercitarea pozitivă a unor drepturi, precum cel de acționa, sau la drepturi sociale și de grup. Acest concept se poate referi, de asemenea, la absența constrângerilor „interne” politice sau sociale (de exemplu, conformitate socială sau comportamente „neautentice"). Conceptul de libertate politică este strâns legat de conceptele de libertate civilă și drepturile omului, care, în societățile democratice, primesc, de obicei, protecție juridică din partea statului.
Libertatea economică
Libertatea economică este libertatea fundamentală a oricărui cetățean de a desfășura activități economice și comerciale. Ea a rezultat ca o consecință practică a principiului fundamental al libertății profesionale. Prin urmare, libertatea economică este principala pretenție a liberalismului clasic în fața restricțiilor sistemului breslelor și a stărilor sociale.
Articolul 10 al Convenției pentru apărarea drepturilor omului și a libertăților fundamentale prevede:
1. Orice persoană are dreptul la libertatea de exprimare. Acest drept cuprinde libertatea de opinie și libertatea de a primi sau de a comunica informații ori idei fără amestecul autorităților publice și fără a ține seama de frontiere. Prezentul articol nu împiedică statele sa supună societățile de radiodifuziune, de cinematografie sau de televiziune unui regim de autorizare.
2. Exercitarea acestor libertăți ce comportă îndatoriri și responsabilități poate fi supusă unor formalități, condiții, restrângeri sau sancțiuni prevăzute de lege, care constituie măsuri necesare, într-o societate democratică, pentru securitatea națională, integritatea teritorială sau siguranța publică, apărarea ordinii și prevenirea infracțiunilor, protecția sănătății sau a moralei, protecția reputației sau a drepturilor altora pentru a împiedica divulgarea de informații confidențiale sau pentru a garanta autoritatea și imparțialitatea puterii judecătorești.